# Musée de l'érotisme (Hollywood)
Hollywood Erotic Museum est le musée de l'érotisme de Hollywood, parmi ses collections permanentes, il abrite des centaines d'œuvres de Picasso, ainsi que des œuvres de David LaChapelle. Marilyn Monroe y a aussi sa place, en tant que modèle.
Le musée est fermé depuis 2006 à la place un magasin érotique.

## Collections et expositions
- Julian Murphy
- Michael Jonsson
- John C. Holmes
- Hugh Hefner
- Andres Serrano
- Mike Giant
- Jason Mecier
- Mel Roberts
- Michael Kirwan
- Kama Sutra art
- David Hockney